# Терминальный мультиплексор
Терминальный мультиплексор — программа, которая позволяет одновременно работать с несколькими терминальными сессиями в одном окне. Принцип их работы заключается в следующем: терминал с множественными вкладками создаётся на удалённой машине; на локальной машине окно терминала делится на несколько частей, и в каждой из них могут быть запущены любые приложения и процессы. От удалённой машины можно отключиться (текущая сессия будет сохранена), а затем снова подключиться к ней и продолжать работу.

## Примеры
- GNU Screen: первый мультиплексор, разрабатывается с 1987

- TD/SMP: разработан DEC для терминалов VT330/340

- splitvt:[1]
- Twin («Text mode WINdow environment»): полноценный оконный менеджер. Изначально разрабатывался для MS-DOS, позже был портирован на Линукс.[2][3][4]
- dvtm: консольный тайловый оконный менеджер.[5]
- tmux: современная копия GNU Screen, выпущен под лицензией BSD, поддерживает множество окон, имеет расширяемый скриптами командный интерфейс.[6][7][8]
- Byobu: утилита конфигурации GNU Screen и tmux.
- neercs: клон GNU screen. Поддерживает 3D-переключение между консолями средствами libcaca ASCII art library.